# Red Dead Online
Red Dead Online – przygodowa gra akcji dla wielu graczy opracowana i opublikowana przez Rockstar Games jako tryb sieciowy Red Dead Redemption 2. Została wydana na PlayStation 4 i Xbox One w maju 2019 roku oraz na Microsoft Windows i Google Stadia w listopadzie 2019 roku. Samodzielny klient gry bez trybu dla jednej osoby został wydany w grudniu 2020 roku.
W Red Dead Online gracze kontrolują bohatera, który zostaje wplątany w morderstwo, po czym zostaje uwolniony z więzienia i próbuje się zemścić. Akcja gry toczy się w 1898 roku, rok przed wydarzeniami z Red Dead Redemption 2. Gra składa się z misji fabularnych (w których maksymalnie czterech graczy może wykonywać zadania rozwijające linię fabularną) oraz różnych misji pobocznych i wydarzeń.

## Fabuła
Źródło:

### Kraina możliwości
Akcja gry dzieje się w 1898 roku, rok przed wydarzeniami z Red Dead Redemption 2. Gracz wciela się w bohatera, który zostaje aresztowany za morderstwo i trafia do więzienia Sisika Penitentiary. Sześć miesięcy po wydaniu na niego wyroku śmierci, podczas transportu bohater zostaje przechwycony przez grupę uzbrojonych mężczyzn. Ich przywódca, Horley, eskortuje gracza do swojego pracodawcy, wdowy Jessiki LeClerk, która wyjawia, że gracz został niesłusznie oskarżony o zamordowanie jej męża Philipa. Podejrzewa, że w rzeczywistości Philip został zabity przez swoich byłych partnerów biznesowych – Jeremiaha Shawa, Amosa i Grace Lancingów oraz ich wspólnika Teddy’ego Browna – którzy chcieli przejąć jego biznes. Jessica prosi gracza o pomoc w pomszczeniu śmierci męża, w zamian proponując udowodnienie jego niewinności, po czym pozwala mu odejść.
Bohater spotyka się w Blackwater z Horleyem, który sugeruje mu współpracę z lokalnymi szeryfami, podczas gdy Horley będzie prowadził śledztwo w sprawie morderstwa Philipa. Po wykonaniu zadań dla szeryfów, Horley – w zależności od poziomu honoru gracza – każe szukać pracy u jednej z dwóch osób: Toma Daviesa, członka agencji federalnej USMS, albo buntownika Samsona Fincha. W pierwszym przypadku Davies korzysta z pomocy gracza i jego ekipy, by pojmać bandytę Alfredo Monteza. W drugim przypadku Finch każe ekipie gracza obrabować grupę bogatych przemysłowców oraz zabić byłego partnera Fincha i jego towarzyszy.
Jakiś czas później ekipa gracza spotyka się z Horleyem i Jessicą, aby pomóc im zabić Teddy’ego Browna, który ukrywa się ze swoim gangiem w Fort Mercer. Z pomocą lokalnych władz i kilku marshalów grupa gracza oblega fort i eliminuje ludzi Browna, po czym porywa Browna, który następnie zostaje zabity przez Jessicę. Gracz kontynuuje pracę dla Daviesa lub Fincha, pomagając temu pierwszemu w obronie przed odwetem gangu Monteza lub pomagając drugiemu w napadzie na bank w Saint Denis.
Tymczasem Amos i Shaw próbują sfinalizować przejęcie firmy Philipa, zmuszając Jessicę do podpisania sfałszowanej umowy. W towarzystwie Horleya i drużyny gracza Jessica spotyka się z Amosem, Shawem i ich ochroniarzami w Blackwater. Kiedy Amos zaprzecza jakiemukolwiek udziałowi w śmierci Philipa, zdenerwowana Jessica zabija go. Podczas strzelaniny grupa gracza zabiera Shawowi sfałszowaną umowę, po czym eskortuje Jessicę i Horleya z Blackwater. Jessica przysięga, że pewnego dnia pomści śmierć męża do końca, mszcząc się na Grace Lancing, oraz ubolewa, że przez jej dążenie do zemsty zarówno ona, jak i Horley zostali zbiegami. Następnie dziękuje ekipie gracza za pomoc i mówi, że ich rola w jej zemście dobiegła końca, po czym odchodzi z Horleyem, aby się ukryć.

### Żywot bimbrownika
Żywot bimbrownika (ang. A Life of ’Shine) to oddzielna opowieść dodana w grudniu 2019 roku. Postać gracza spotyka się z Maggie Fike, która kiedyś kontrolowała biznes bimbrowniczy w Lemoyne, ale ukryła się po tym, jak weszła w konflikt z pracownikami IRS dowodzonymi przez Reida Hixona. Maggie przekonuje gracza, by zainwestował w jej biznes i pomógł jej dokonać zemsty na Hixonie. Główny bohater ratuje siostrzeńca Maggie, Lema, przed agentami. Przyciąga tym uwagę rodziny Braithwaite, która zaczęła nielegalnie produkować alkohol i zwerbowała byłego pracownika Maggie, Danny’ego-Lee Catona, do nadzorowania produkcji. Gracz sabotuje bimbrowniczą działalność Braithwaite'ów, którzy grożą mu za to odwetem. Tymczasem Hixon, dowiedziawszy się, że Maggie wznowiła działalność, zastawia zasadzkę na gracza i Lema podczas jednej z misji. Aby poradzić sobie z obydwoma wrogami jednocześnie, Maggie aranżuje rzekome pokojowe spotkanie z Braithwaite’ami i anonimowo daje o nim znać Hixonowi. Podczas spotkania Hixon aresztuje gracza, Lema i Danny’ego-Lee, ale udaje im się uciec po tym, jak Lem detonuje wcześniej przywieziony wóz wypełniony wybuchowym bimbrem. Z pomocą Lema gracz zabija Hixona i łapie Danny’ego-Lee, przyprowadzając go z powrotem do Maggie, która pozwala mu odejść pod warunkiem, że zniknie na zawsze. Następnie gracz wraca do produkcji bimbru z Maggie i Lemem.

## Rozgrywka
Red Dead Online to wieloosobowy komponent gry Red Dead Redemption 2 z 2018 roku. Rozgrywana z perspektywy pierwszej lub trzeciej osoby gra osadzona jest w otwartym świecie, który jest fikcyjną wersją Stanów Zjednoczonych. Postępy gracza w głównej historii dla jednego gracza nie mają wpływu na grę wieloosobową. Wchodząc do gry po raz pierwszy, gracze dostosowują wygląd swojej postaci. Po wykonaniu misji wprowadzającej mogą swobodnie eksplorować świat, samotnie lub w grupie (w grze określanej jako banda). Gracze mogą brać udział w zorganizowanych zajęciach z członkami swojej grupy lub przeciwko innym. Gdy gracze wykonują czynności lub zadania, otrzymują punkty doświadczenia, za które podnoszą rangę swojej postaci i otrzymują różne bonusy i przedmioty.
Gracz może zakładać tymczasowe obozy, zarówno dla pojedynczego gracza, jak i grupy, gdzie można odpocząć, uzyskać dostęp do swojej garderoby, tworzyć przedmioty, gotować i korzystać z opcji szybkiej podróży. Główną formą transportu jest jazda konna. Dostępne są różne rasy koni, każda o innych cechach. Gracze muszą wyszkolić lub oswoić dzikiego konia, by móc na nim jeździć. Często jeżdżenie na tym samym koniu rozpocznie proces tworzenia więzi, który można przyśpieszyć poprzez czyszczenie i karmienie zwierzęcia, dzięki czemu koń uzyskuje lepsze statystyki. Gracze mogą ubezpieczyć swojego konia, dzięki czemu będzie on odzyskiwał z czasem zdrowie i będzie odradzać się po śmierci.
W grze dostępne są misje fabularne, w których może uczestniczyć maksymalnie czterech graczy. Występują także inne wydarzenia, w których indywidualnie lub w grupie może wziąć udział do 32 graczy. Typy wydarzeń obejmują m.in. tryb deathmatch z bronią palną i pozbawiony niej oraz wyścigi konne. Gdy w jakimś miejscu w świecie gry rozpocznie się misja dla wielu osób, gracze są o tym powiadamiani i mają możliwość szybkiego udania się do niej. Gracze mogą też dołączać do określonych wydarzeń według własnego uznania. Oprócz wydarzeń można otrzymywać misje od postaci niezależnych, np. zabójstwa na zlecenie czy najazdy na obozy. Na czas pojedynczej sesji gry maksymalnie czterech graczy może utworzyć tymczasową grupę. Możliwe jest także, za opłatą, stworzenie stałej grupy przez maksymalnie siedmiu graczy. Mogą oni wybrać charakterystyczny styl ubioru dla członków grupy oraz śledzić statystyki towarzyszy.
Red Dead Online dodaje do rozgrywki z trybu dla jednego gracza kilka nowych systemów. Oprócz gotówki, którą można wydać na zaopatrzenie, Online dodaje złoto, służące do zakupu przedmiotów specjalnych; samorodki złota można zdobywać, wykonując wyzwania. Drugą walutą są żetony, które służą do zakupu przedmiotów związanych z rolą. Żetony otrzymuje się za zdobywanie kolejnych rang. Kolejną nowością jest możliwość zamawiania zapasów w dowolnym miejscu z podręcznego katalogu, zamiast podróżowania do sklepu w mieście. Zamówienia można odbierać w dowolnym urzędzie pocztowym lub w obozie gracza. Tryb Online wprowadza również „karty zdolności”, które pozwalają graczowi aktywować jedną moc aktywną i trzy moce pasywne dla swojej postaci. Red Dead Online wykorzystuje system honoru (istniejący wcześniej w trybie dla jednego gracza), który mierzy, jak poczynania gracza są postrzegane pod kątem moralności. Moralnie pozytywne wybory i czyny, takie jak pomaganie nieznajomym i przestrzeganie prawa, zwiększają honor gracza, podczas gdy negatywne czyny, takie jak kradzież i krzywdzenie niewinnych, zmniejszają go. Niektóre misje fabularne można rozpocząć tylko wtedy, gdy honor gracza jest na określonym poziomie.

## Produkcja
Prace nad Red Dead Online trwały w tym samym czasie co produkcja trybu dla jednego gracza. Chociaż Red Dead Online i Red Dead Redemption 2 mają wspólny świat i rozgrywkę, Rockstar postrzega je jako oddzielne produkty z niezależnym rozwojem obu projektów, co znalazło odzwierciedlenie w decyzji o oddzielnym uruchomieniu tytułu dla wielu graczy. Zespół programistów wyciągnął wnioski z trybu wieloosobowego Red Dead Redemption (2010) i zastosował najlepiej ocenianych cech Grand Theft Auto Online (2013), np. wprowadzenie elementów narracyjnych do tytułu dla wielu graczy. Zespół starał się również przełożyć elementy historii dla jednego gracza na Red Dead Online, przerabiając je na przestrzeń online. Producent Rob Nelson stwierdził, że chociaż doświadczenie zespołu związane z Grand Theft Auto Online pomogło w utworzeniu Red Dead Online, różnice w kierunku, tempie i skali gry wymagały innego ogólnego podejścia, powoli wprowadzając gracza w świat zamiast szybkiego tempa widocznego w Grand Theft Auto Online.
Publiczna beta Red Dead Online rozpoczęła się w dniu 27 listopada 2018 roku dla osób, które kupiły wcześniej specjalną edycję gry, a następnie stopniowo była otwierana dla wszystkich którzy ją zakupili. Ten sposób wydania został wybrany przez Rockstar, aby złagodzić wszelkie problemy z wydajnością spowodowane napływem graczy. Rockstar dodał i zaadaptował kilka trybów gry w fazie beta gry oraz wprowadził zmiany w balansie i ekonomii gry. Postęp gracza w publicznej wersji beta został przeniesiony po zakończeniu beta testów 14 maja 2019 roku. Podobne jak w Grand Theft Auto Online, Red Dead Online zawiera mikrotransakcje, umożliwiając graczom kupowanie sztabek złota za prawdziwe pieniądze, które można wymienić za przedmioty w grze, takie jak broń i ubrania. Producent przekazał pięć procent przychodów wygenerowanych w Red Dead Online i Grand Theft Auto Online w kwietniu i maju 2020 roku na pomoc związaną z pandemią COVID-19. Każdy z dziewięciu oddziałów Rockstar przekazał darowizny lokalnym organizacjom charytatywnym. Twórcy wyłączyli grę na dwie godziny 4 czerwca 2020 roku, aby upamiętnić śmierć George’a Floyda.
Osobny klient Red Dead Online, który nie wymaga podstawowej gry Red Dead Redemption 2, został wydany 1 grudnia 2020 roku na systemy Microsoft Windows, PlayStation 4 i Xbox One.

## Aktualizacje
Od czasu udostępnienia gry w ramach beta testów, producent dodawał nową zawartość poprzez bezpłatne aktualizacje tytułu. Pierwsza aktualizacja do świata gry miała miejsce w grudniu 2018 roku, gdzie saloony w świecie gry grały muzykę świąteczną. Z okazji oficjalnej premiery gry w maju 2019 roku, Rockstar wydał aktualizację, która zawierała nowe misje fabularne, wydarzenia, aktywności w grze swobodnej i pokera.
Aktualizacja „Frontier Pursuits”, dodana do gry 10 września 2019 roku wprowadziła trzy nowe role: łowcę nagród, w której gracze zdobywają nagrody, łapiąc bandytów; handlarza, która polega na zbieraniu i sprzedawaniu głównie skór zwierząt; oraz kolekcjonera, która koncentruje się na odkrywaniu przedmiotów kolekcjonerskich za pomocą przedmiotów takich jak wykrywacz metalu i lornetka. Zespół programistów zdecydował się na wdrożenie ról w wyniku częstych próśb graczy o silniejszą więź z ich fikcyjną postacią; Nelson zauważył, że zespół cieszył się pozytywnym odbiorem otwartego świata i chciał przenieść to uczucie na spersonalizowane postacie. Rozwój ról jest celowo wolniejszy niż misje w Grand Theft Auto V, a każda z ról została zaprojektowana tak, aby mogła być później rozwinięta przez twórców. Aktualizacja dodała także przepustkę bandyty, która zapewnia graczom dostęp do dodatkowych nagród za cenę w grze, oraz ograniczoną promocję „Wheeler, Rawson & Co Club”, w której gracze mogą odblokować określone nagrody w miarę zdobywania doświadczenia. W przypadku każdej z ról gracze otrzymują specjalne zadania na ograniczony czas, takie jak legendarne nagrody dla łowców nagród i określone przedmioty dla kolekcjonerów.
Rola bimbrownika została dodana do gry 13 grudnia 2019 roku. Zaprojektowana jako rozszerzenie dla handlarza, skupia się na produkcji, zarządzaniu i dystrybucji alkoholu. Aktualizacja zawierała również dodatkową zawartość, taką jak pierwsza nieruchomość do kupienia i nowa przepustka bandyty. W okresie Bożego Narodzenia w grudniu 2019 roku, Rockstar przyznał graczom darmowe zaopatrzenie i dodano tymczasowy okres opadów śniegu w świecie gry. Rola przyrodnika, dodana 28 lipca 2020 roku, pozwala graczom tropić i pobierać próbki zwierząt. Aktualizacja dodała także nowe ubrania, zwierzęta i przepustkę bandyty. Zespół pracowników był zadowolony z mechaniki polowania na zwierzęta obecną w trybie dla jednego gracza i czuł, że można go skutecznie przenieść do gry online. Funkcja przyrodnika, która pozwala graczom tymczasowo przejąć kontrolę nad zwierzęciem, była postrzegana jako doświadczenie, które „zagina rzeczywistość” w przeciwieństwie do ugruntowanego tonu gry.
Na Halloween w październiku 2020 roku Rockstar dodał nowy tryb gry, w którym gracze walczą z zombie. Halloweenowa przepustka, która była dostępna od 20 października do 16 listopada, zawierała kilka nagród związanych z Halloween. Zespół czuł, że wydarzenia w grze odzwierciedlają niektóre z tajemnic obecnych w grze dla jednego gracza. Aktualizacja z grudnia 2020 roku, wydana jednocześnie z samodzielnym klientem, dodała nowe rangi do roli łowcy nagród, nową przepustkę bandyty i dodatkowe przedmioty do zdobycia.
Aktualizacja „Blood Money” została wydana 13 lipca 2021 roku. Zawiera misje skoncentrowane na przestępczym półświatku, a gracze pomagają Guido Martelliemu stworzyć własną sieć przestępczą w Saint Denis. Aktualizacja była wynikiem chęci deweloperów do większej ilości doświadczeń kryminalnych w grze. Dodanie Martelliego, postaci pierwotnie wspomnianej w kampanii dla jednego gracza, było postrzegane przez twórców jako sposób na uzyskanie spójności między tymi dwoma trybami. Nowym elementem jest również możliwość rabowania domostw i obozów. W misjach gracze mogą znaleźć kapitał, nową walutę poszukiwaną przez Martelliego, którą wymienia na dalsze misje przestępcze.

## Odbiór
Po premierze Red Dead Online spotkało się z krytyką ze strony graczy, ze względu na zbyt małe nagrody z misji w stosunku do kosztów towarów i ulepszeń. Po tych skargach Rockstar zgodził się poprawić ekonomię w grze. Podobne skargi pojawiły się również ze względu na griefing, z którym spotykali się gracze; by naprawić ten problem, Rockstar uzależnił widoczność gracza od jego bliskości i zachowania. Niektórzy użytkownicy grający czarnoskórymi postaciami spotkali się z prześladowaniami i rasistowskimi obelgami ze strony grieferów, udających łowców niewolników lub klany inspirowane Ku Klux Klanem.
Luke Reilly z amerykańskiego serwisu IGN pozytywnie ocenił misje fabularne rozgrywane w grupie. Skrytykował jednak tryb player versus player za słabe zbalansowanie zdolności poszczególnych graczy. Reilly pochwalił ulepszenia techniczne wprowadzone w kolejnych aktualizacjach gry, choć zauważył, że niektóre problemy nie zostały naprawione. Matt Martin z VG247 stwierdził, że gra jest przyjemniejsza niż Grand Theft Auto Online, zarówno z perspektywy technicznej jak i pod względem rozgrywki. Martin skrytykował pewne problemy z balansem, ale przypisał je statusowi beta gry. Andrew Webster z „The Verge” określił zawarty w grze tryb battle royale jako bardziej emocjonujący niż w grach typu Fortnite Battle Royale z powodu mniejszej liczby graczy i wolniejszego stylu gry. Alexandra Heather z Kotaku napisała, że Red Dead Online jest mniej ukierunkowany na realizm niż tryb dla pojedynczego gracza, jako przykład podając realistyczne miasta przekształcone w poziomy deathmatch. John Saavedra z Den of Geek skrytykował prostotę misji fabularnych, zauważając, że inne zadania są lepszym sposobem na „przełamanie monotonii” przemierzania świata. Christian Just z niemieckiego magazynu „GameStar” uznał, że Red Dead Online ma większość zalet gry jednoosobowej i skutecznie spełnia jego dziecięce marzenia o kowbojskim życiu.
Jordan Oloman z Eurogamera docenił ulepszenia wprowadzone do gry do maja 2019 roku, szczególnie chwaląc jakość misji fabularnych, ale ocenił, że gracze potrzebują więcej zajęć w świecie gry. Po wydaniu aktualizacji „Frontier Pursuits” we wrześniu 2019 roku Oloman uznał grę za wystarczająco przyjemną, aby grać, zamiast wracać do trybu dla jednego gracza. Cass Marshall piszący dla Polygonu napisał, że aktualizacja dodaje elementy, które sprawiły, że fajnie się gra z przyjaciółmi. Oloman z Eurogamera uznał, że aktualizacja z grudnia 2019 była najlepszą do tej pory, a nowe postacie są przekonujące. Zack Zwiezen z Kotaku wyraził się podobnie, chwaląc ilość dostępnych treści. W maju 2020 roku gra została podobno wykorzystana przez grupę pracowników do prowadzenia spotkań biznesowych online zamiast Skype’a czy Zooma; zanurzenie się w świecie było wymieniane jako atrakcyjna funkcja, chociaż kwestie techniczne i długi samouczek były krytykowane dla nowych pracowników.
W lipcu 2020 roku kilku graczy przebrało swoje postacie za klaunów, aby zademonstrować swoje niezadowolenie z powodu braku aktualizacji gry. Zwiezen z Kotaku ocenił aktualizację „The Naturalist” jako krok do tyłu w porównaniu z „Moonshiners”, ale jednocześnie nowa zawartość pozwoliła mu docenić dzikie zwierzęta i roślinność. Marshall z Polygonu określił nowe elementy jako perfekcyjne, ale zauważył, że nie udało się sprawić, aby gra wyglądała znacząco inaczej jak to ma miejsce w przypadku Grand Theft Auto. Pisząc dla NME Oloman czuł, że aktualizacja zaprzecza „bezwzględnej” naturze gry, a zadania stają się powtarzalne. Zdaniem Christophera Livingstona z „PC Gamera” nowa zawartość jako zaskakująco rozczarowująca, i zauważył podobieństwo do roli handlowca.
Zwiezen piszący dla Kotaku opisał aktualizację z października 2020 roku jako rozczarowującą z powodu mało ciekawej zawartości. Skrytykował także aktualizację z grudnia 2020 roku, dostrzegając faworyzowanie Grand Theft Auto Online przez twórców. W marcu 2021 roku Alex Avard z GamesRadar+ napisał, że Red Dead Online może osiągnąć swój prawdziwy potencjał, jeśli będzie nadal będzie rozszerzane o nowe treści zbliżonych do tych z poprzedniego roku, choć zauważył, że system monetyzacji gry pozostaje niezrównoważony. W lipcu 2021, Marshall z Polygonu ocenił, że „Blood Money” była odpowiednia dla stałych graczy, ale zauważył, że brak regularnych rozszerzeń jest frustrujące patrząc na możliwości gry. Rion Duncan ze Screen Rant uważał, że „Blood Money” są zbyt podobne do misji dla nieznajomych, krytykując brak przygotowania rozgrywki do napadów, dostępnych w Grand Theft Auto Online. Otto Kratky z Digital Trends pochwalił „Blood Money”  i napisał, że w przeciwieństwie do poprzednich aktualizacji, twórcy w końcu odwołali się do stereotypów dotyczących Dzikiego Zachodu i skierował grę we właściwym kierunku.
Red Dead Online została nominowana do nagrody „Best Multiplayer Game” w konkursie Golden Joystick Awards 2019. Firma macierzysta Rockstar, Take-Two Interactive poinformowała, że gra miała największą ilość jednocześnie grających osób w grudniu 2019 roku po wydaniu aktualizacji „Moonshiners”; zostało to przekroczone w grudniu 2020 roku, gdzie pojawiło się więcej nowych i obecnych graczy.